# Ara marakana
Ara marakana, marakana (Primolius maracana) – gatunek średniej wielkości ptaka z rodziny papugowatych (Psittacidae), zamieszkujący Amerykę Południową. Nie wyróżnia się podgatunków. Bliski zagrożenia wyginięciem.

## Występowanie
Gatunek ten zamieszkuje Brazylię i Paragwaj: wyspę Marajó oraz dalej na jej wschód do granicy z Maranhão, okolice São Luís oraz od południowych części stanów Pará, Maranhão, Piauí, Ceará i Paraíba na południe po wschodni Paragwaj, Mato Grosso i São Paulo. Dawniej ary marakany zamieszkiwały również teren dalej na południe do północnego Rio Grande do Sul oraz północno-wschodniej Argentyny.

### Środowisko
Zamieszkuje lasy deszczowe i namorzynowe, sawannę. Preferuje obszary w pobliżu wody.

## Morfologia
Ara marakana osiąga około 43 cm długości, z czego około połowę stanowi jej ogon. Waży około 265 g. W upierzeniu dominuje zielony. Czoło jest czerwone. Podobnie dolna część brzucha oraz pleców. Wierzch głowy i dolna część policzków są niebieskozielone. Okolice oczu po dziób pozbawione są piór i widoczna jest blada skóra. Ogon u podstawy czerwonobrązowy, a niżej niebieski. Dziób jest czarny, a oczy pomarańczowe. Brak widocznego dymorfizmu płciowego. Młode są podobne do dorosłych. Mają one bledsze czoło, krótszy ogon, a na krawędziach czerwonej plamy na brzuchu i plecach widoczny żółty kolor.

## Pożywienie
Żywią się głównie nasionami, owocami i orzechami. Szczegóły dzikiej diety gatunku są słabo poznane. Ary marakany zostały zaobserwowane na zbieraniu nasion introdukowanej melii pospolitej (Melia azedarach) w północno-wschodniej Brazylii.

## Rozmnażanie
Sezon lęgowy w Brazylii przypada na grudzień, a w Argentynie na luty. Ptaki te gniazdują w dziuplach drzew, gdzie samica składa 2–4 białe jaja, które następnie wysiaduje przez około 25 dni. Pisklętami opiekują się oboje rodzice. Młode opuszczają gniazdo w wieku 8 tygodni, lecz przez 2 tygodnie pozostają jeszcze pod opieką rodziców.

## Status
Międzynarodowa Unia Ochrony Przyrody (IUCN) uznaje arę marakanę za gatunek bliski zagrożenia (NT – Near Threatened). Liczebność populacji żyjącej na wolności szacuje się na 1500–7000 dorosłych osobników, a jej trend jest malejący. Do głównych zagrożeń dla tego gatunku należy utrata siedlisk wskutek wylesiania oraz chwytanie ptaków do niewoli, na niektórych obszarach jest prześladowany jako szkodnik upraw. Gatunek ten jest ujęty w I załączniku konwencji waszyngtońskiej (CITES).